# 麛坂皇子
関係略系図（表記・記載は『日本書紀』による）
| 神功皇后 | 神功皇后 | 神功皇后 | 神功皇后 | 神功皇后    | 神功皇后    |             |             | 14 仲哀天皇 | 14 仲哀天皇 | 14 仲哀天皇 | 14 仲哀天皇 | 14 仲哀天皇 | 14 仲哀天皇 |          |          | 大中姫命 （彦人大兄命女） | 大中姫命 （彦人大兄命女） | 大中姫命 （彦人大兄命女） | 大中姫命 （彦人大兄命女） | 大中姫命 （彦人大兄命女） | 大中姫命 （彦人大兄命女） |          |          |
| 神功皇后 | 神功皇后 | 神功皇后 | 神功皇后 | 神功皇后    | 神功皇后    |             |             | 14 仲哀天皇 | 14 仲哀天皇 | 14 仲哀天皇 | 14 仲哀天皇 | 14 仲哀天皇 | 14 仲哀天皇 |          |          | 大中姫命 （彦人大兄命女） | 大中姫命 （彦人大兄命女） | 大中姫命 （彦人大兄命女） | 大中姫命 （彦人大兄命女） | 大中姫命 （彦人大兄命女） | 大中姫命 （彦人大兄命女） |          |          |
|          |          |          |          |             |             |             |             |             |             |             |             |             |             |          |          |                           |                           |                           |                           |                           |                           |          |          |
|          |          |          |          |             |             |             |             |             |             |             |             |             |             |          |          |                           |                           |                           |                           |                           |                           |          |          |
|          |          |          |          | 15 応神天皇 | 15 応神天皇 | 15 応神天皇 | 15 応神天皇 | 15 応神天皇 | 15 応神天皇 |             |             | 麛坂皇子    | 麛坂皇子    | 麛坂皇子 | 麛坂皇子 | 麛坂皇子                  | 麛坂皇子                  | 忍熊皇子                  | 忍熊皇子                  | 忍熊皇子                  | 忍熊皇子                  | 忍熊皇子 | 忍熊皇子 |

麛坂皇子（かごさかのみこ/かごさかのおうじ、生年不詳 - 神功皇后元年2月）は、記紀に伝わる古代日本の皇族。
『日本書紀』では「麛坂皇子」や「麛坂王」、『古事記』では「香坂王」と表記される。
第14代仲哀天皇皇子で、応神天皇との間での対立伝承で知られる。

## 系譜
『日本書紀』（『古事記』）によれば、第14代仲哀天皇と、彦人大兄命（大江王）の娘の大中姫（おおなかつひめ、大中比売命）との間に生まれた皇子である。同母弟に忍熊皇子（忍熊王）がいる。第15代応神天皇の異母兄である。

## 記録
『日本書紀』『古事記』によれば、新羅征討中に仲哀天皇が崩御し、神功皇后は誉田別尊（後の応神天皇）を産んだ。それを聞いた麛坂皇子と忍熊皇子は、次の皇位が幼い皇子に決まることを恐れ、共謀して筑紫から凱旋する皇后軍を迎撃しようとした。
皇子らは仲哀天皇の御陵造営のためと偽って播磨赤石（現在の兵庫県明石市）に陣地を構築し、倉見別（犬上君の祖）と五十狭茅宿禰（いさちのすくね、伊佐比宿禰とも）を将軍として東国兵を起こさせた。ところが菟餓野（大阪市北区兎我野）で反乱の成否を占う祈狩（うけいがり）を行った際、皇子は猪に襲われて食い殺されたという。

## 考証
『日本書紀』『古事記』に記される麛坂皇子の反乱説話は、神功皇后の非実在性と同様に史実ではないと見る説がある。王朝交替説では、神功・応神説話は古王朝（崇神天皇朝）と中王朝（仁徳天皇朝）をつなぐもので、麛坂皇子の説話もその挿話の1つとする説があるが、王朝交替説自体明らかでなく定かとはされていない。